# بیهورو، هوکایدو
بیهورو، هوکایدو (به لاتین: Bihoro, Hokkaido) یک منطقهٔ مسکونی در ژاپن است که در Okhotsk Subprefecture واقع شده‌است. بیهورو ۲۰٬۹۲۰ نفر جمعیت دارد.